# Сормово (присілок)
Со́рмово (рос. Сормово, чув. Сурăм) — присілок у Чувашії Російської Федерації, у складі Атнарського сільського поселення Красночетайського району.
Населення — 132 особи (2010; 154 в 2002, 266 в 1979, 435 в 1939, 215 в 1926, 120 в 1897). Національний склад — чуваші, росіяни.
Національний склад (2002):
- чуваші — 95 %

## Історія
Історичні назви — Сорминський виселок, Сорма (1917–1935 роки). Засновано у 1860-ті роки переселенцями із Сорминського та Хочашевського сільських товариств Чувасько-Сорминської та Хочашевської волостей Ядринського повіту. Селяни займались землеробством, тваринництвом, бондарством, ковальством. 1928 року створено колгосп «імені Петрова». До 1918 року присілок входив до складу Курмиської волості (у період 1835–1863 років у складі Курмиського удільного приказу), до 1920 року — Красночетаївської волості Курмиського, до 1927 року — Ядринського повітів. З переходом на райони 1927 року — спочатку у складі Красночетайського, у період 1962–1965 років — у складі Шумерлинського, після чого знову переданий до складу Красночетайського району.

## Господарство
У присілку діють клуб, бібліотека, стадіон та магазин.